# Full Of Harmony
Full Of Harmony（フル・オブ・ハーモニー）は、日本の3人組R&Bボーカルグループ。
1997年結成。ヒップホップのアーティストと多数交流があり、多くの作品に参加している。アミューズに所属していた。

## メンバー
- HIRO （High Part）
- ARATA （Mid Part）
- YUTAKA （Low Part）

## 来歴
- 1997年
  - グループ『Full Of Harmony』を結成。
- 1999年
  - 『BABY』にてインディーズデビュー。REWIND RECORDINGSに所属。
  - グループ名を『F.O.H』へと改名。
  - 10月、『BE ALRIGHT』にてビクターエンタテインメントからメジャー・デビュー。
- 2000年
  - 4月からFM NORTH WAVEでレギュラー番組がスタート。のちにCROSS FM、エフエム石川でもネットされる（これはFlemig Pieも同様）。
  - 8月、1st アルバム『Full Of Harmony』発売。
- 2001年
  - 9月、2nd アルバム『F.O.H II』発売。
  - 初のワンマンライブ開催、場所は東京と大阪。
- 2002年
  - 11月、3rd アルバム『PROJECT VIKING』発売。
- 2003年
  - 7月、ビクターエンタテインメントへ再移籍。
  - 全国6ヶ所でツアー開催。
- 2004年
  - グループ名を結成時の名前『Full Of Harmony』へと再改名。
  - 11月、4th アルバム『life size Speaker』発売。
  - 全国4ヶ所にてワンマンライブ開催。
- 2005年
  - 6月、ベスト・アルバム『SINGLES 9905』発売。
- 2006年
  - 1月、5th アルバム『DRAMA』発売。

## ディスコグラフィー

### シングル
1. BE ALRIGHT (1999年10月20日)
  1. BE ALRIGHT[5:11]
作詞：F.O.H／作曲：F.O.H・今井了介／編曲：今井了介
  2. BE ALRIGHT(V.I.P REMIX FEATURING BOY-KEN)[4:57]
作詞：F.O.H／作曲：F.O.H・今井了介／編曲：V.I.P.
  3. BE ALRIGHT(REMIXED BY JUNIOR O)[6:45]
  4. WHAT YOU WANT[3:59]
2. TAKE IT SLOW (2000年2月23日)
  1. TAKE IT SLOW[4:29]
作詞：F.O.H／作曲：F.O.H・今井了介／編曲：今井了介
  2. 裸踊夜～ラ・トーヤ featuring AKEEM[5:07]
作詞：F.O.H・AKEEM／作曲：F.O.H・ZEEBRA／編曲：ZEEBRA
  3. 裸踊夜～ラ・トーヤ (DARK SIDE MIX)(Remixed by DJ BISHOP)[5:41]
  4. 裸踊夜～ラ・トーヤ (Remixed by DRIBBLE WATER)[6:40]
3. Typhoon (2000年6月21日)
  1. Typhoon[5:00]
作詞：ZEEBRA／作曲：F.O.H・今井了介／編曲：今井了介
  2. IN MY LIFE[5:00]
作詞：F.O.H／作曲：F.O.H・今井了介／編曲：今井了介
  3. Typhoon DJ KAORI REMIX[5:00]
4. JUICY (2001年3月23日)オリコン99位
  1. JUICY[4:23]
作詞：F.O.H・JASMIN／作曲・編曲：AKIRA
  2. my シンデレラ[4:36]
作詞：F.O.H・1023／作曲・編曲：AKIRA
  3. JUICY(Mr.Drunk 男汁 Remix)[4:42]
編曲：Mummy-D
  4. JUICY(Freshly Squeezed Mix)[6:29]
編曲：Steve Good
5. さよならが言えなくて (2001年7月18日)オリコン45位
  1. さよならが言えなくて[5:01]
作詞：浜崎貴司／作曲・編曲：AKIRA
  2. All I Want[4:33]
作詞：F.O.H／作曲・編曲：VINCENT HERBERT
  3. All I Want ～ TinyVoice,Production Remix)[4:29]
編曲：今井了介
  4. さよならが言えなくて (Instrumental)[5:00]
6. Life Story / Who's that?～3Men 鏡 (2002年8月22日)
  1. Life Story[5:01]
作詞・作曲：F.O.H／編曲：SOFFet
  2. Who's that? ～3Men鏡～[3:49]
作詞：藤林聖子・F.O.H／作曲：F.O.H／編曲：813
  3. Life Story (Instrumental)[5:01]
  4. Who's that? ～3Men鏡～ (Instrumental)[3:44]
7. S.E.X featuring RHYMESTER (2002年10月30日)オリコン60位
  1. S.E.X featuring RHYMESTER[5:01]
作詞：S.Sasaki・D.Sakama・ARATA・HIRO・YUTAKA
作曲：D.Sakama・ARATA・HIRO・YUTAKA
  2. CASINO DRIVE ～AKIRA'S MUSCLE HEAT REMIX～[3:42]
作詞：藤林聖子／作曲・編曲：AKIRA
東宝配給映画「マッスルヒート」エンディングテーマ
  3. 星降る夜は誰のため ～crazy for you～ (single ver.)[4:16]
作詞・作曲：HIRO／編曲：今井了介
テレビ朝日系「世界痛快伝説!!運命のダダダダーン!」エンディングテーマ
8. I Believe (2003年1月22日)オリコン48位
  1. I Believe[4:52]
作詞：YANG JAE SUN／訳詞：小林夏海
作曲：KIM HYUNG SEUK・SHIN SEUNG HOON
編曲：今井了介
韓国映画「猟奇的な彼女」テーマ曲日本語版
  2. Love Song (Acoustic Ver.)[4:31]
作詞：ARATA・HIRO・YUTAKA
作曲：ARATA・HIRO・YUTAKA・今井了介
編曲：今井了介
  3. I Believe (Instrumental)[4:49]
9. Summer Gorgeous (2003年7月23日)オリコン99位
  1. Summer Gorgeous[3:55]
作詞：F.O.H・小林夏海／作曲・編曲：Dr.K
  2. JOY[4:41]
作詞：Park Jin Young／訳詞：HIRO／
作曲：Dr.K／編曲：Dr.K・BL for
  3. I Believe (OT's Unplugged Version)[5:15]
  4. Summer Gorgeous (Instrumental Version)[3:52]
10. Exclusive (2004年3月3日)オリコン85位
  1. Exclusive[4:40]
作詞：Full Of Harmony・小林夏海
作曲・編曲：h-wonder
  2. MONKEY MAGIC ～三蔵FOH師の巻～[4:00]
作詞：奈良橋陽子・Full Of Harmony
作曲：タケカワユキヒデ・Full Of Harmony
編曲：Matchstick Men
  3. Exclusive (BL remix)[4:41]
  4. Exclusive (instrumental)[4:38]
11. Rhythm (2004年9月22日)オリコン59位
  1. Rhythm[4:35]
作詞：小林夏海／作曲：AKIRA
  2. Jack Pot[4:23]
作詞・作曲：HIRO
  3. I'LL BE THERE[3:51]
作詞・作曲：H.Davis・B.West・W.H
12. 涙の数だけ (2005年6月1日)[通常盤+初回限定盤(ボーナストラック付)]オリコン30位
  1. 涙の数だけ[4:55]
作詞：小林夏海／作曲・編曲：AKIRA
映画「戦国自衛隊1549」主題歌
  2. Through the GATE[4:53]
作詞・作曲：HIRO・AKIRA／編曲：UTA
  3. Rhythm JUSTIN KASE REMIX(Bonus Track)[4:25]
編曲：Mike Spencer・JUSTIN KASE
13. PARTY TIME (2005年7月21日)オリコン70位
  1. PARTY TIME[5:04]
作詞：HIRO／作曲：YUTAKA／編曲：今井了介
  2. UTAKATA[5:29]
作詞：椎名慶治／作曲・編曲：h-wonder
  3. Just wanna… (JUSTIN KASE REMIX)[4:03]
作詞・作曲：HIRO／編曲：Mike Spencer・JUSTIN KASE
14. YOU & I (2005年11月9日)オリコン49位
  1. YOU&I[4:59]
作詞：HIRO・YUTAKA
作曲・編曲：村山晋一郎
  2. FLAVA[4:07]
作詞：Full Of Harmony
作曲：Masaaki Asada／編曲：Isao"MADDBEAR"Kumano
15. BRAND NEW DAY (2006年9月20日)オリコン70位
  1. BRAND NEW DAY[4:53]
作詞：Full Of Harmony・S.Smith・M.Sparkman・M.Allen
作曲：S.Smith・M.Sparkman・M.Allen
  2. KABUKI道[4:05]
作詞・作曲：Full Of Harmony
編曲：TOMMY.THE.MACHINE

  - Ne-Yoプロデュース
16. SWEET NOVEMBER (2006年11月22日)オリコン91位
  1. SWEET NOVEMBER[4:29]
作詞：Full Of Harmony・K.Smith・S.Smith・J.Smith・J.Roston・B.Attmore
作曲：K.Smith・J.Roston／編曲：Jimi Kendrixxx
  2. JUST A GIRL[3:29]
作詞：Full Of Harmony・K.Smith・S.Smith・J.Smith・J.Roston・B.Attmore
作曲：K.Smith・J.Roston／編曲：Jimi Kendrixxx
17. G.O.O.D TIMES feat. Teddy Riley (2007年3月21日)オリコン116位
  1. G.O.O.D TIMES feat.Teddy Riley[4:12]
作詞：Full Of Harmony
作曲：エドワード・ライリー、シャーマン・ティスデイル、カレン・アンダーソン、チャウンシー・ハニバル
  2. G.O.O.D TIMES feat.Teddy Riley [English Ver.][4:15]
作詞：エドワード・ライリー、シャーマン・ティスデイル、カレン・アンダーソン、チャウンシー・ハニバル
  3. BEFORE I LET YOU GO [BONUS TRACK][4:13]
作詞：エドワード・ライリー、レオン・シルバーズ、マーケル・リー、チャウンシー・ハニバル、デヴィッド・ホリスター、アントワン・ディッキー
作曲：エドワード・ライリー

  - Teddy Rileyプロデュース

### アルバム

#### オリジナル・アルバム
1. Full Of Harmony (2000年8月23日)オリコン56位
2. F.O.H II (2001年9月21日)オリコン68位
3. PROJECT VIKING (2002年11月27日)オリコン40位
4. life size Speaker (2004年11月17日)オリコン52位
5. DRAMA (2006年1月11日)オリコン43位
6. W (2007年4月4日)オリコン50位
7. ENERGY (2008年4月30日)オリコン68位
8. VISIBLE (2013年7月10日)
9. THE VOICE (2019年11月6日)

#### その他のアルバム
1. ミニ/Wishing A Special Christmas To You (2000年11月22日) オリコン30位
2. ベスト/SINGLES 9905 (2005年6月29日)オリコン34位
3. コンピレーション/White Album ～Winter Best～ (2007年11月14日)オリコン69位
4. フィーチャリングベスト/BEST FEAT 9909 (2009年1月14日)オリコン71位
5. ベスト/Last Best To The Future (2015年10月21日)
6. トリビュート/ANOTHER VOICE -Full Of Harmony Tribute Album- (2019年11月6日)

### DVD
1. CLIPS 9905（2005年12月16日）オリコン239位
2. COPLETE CLIPS（2007年12月5日/2008年11月12日）
3. 12Love Stories Live Tour 2009 at Shibuya C.C.Lemn Hall （2009年10月14日）オリコン58位

## 関連アーティスト
- クレイジーケンバンド
- マボロシ
- AKEEM
- DOUBLE
- DREAMS COME TRUE
- KM-MARKIT
- Q
- RHYMESTER
- VERBAL
- VOICE OF LOVE POSSE
- ZEEBRA

## その他
- TOKYO→NIIGATA MUSIC CONVOY - YUTAKAが水曜日を担当
- アスタラビスタ - YUTAKAが所属するユニット